# Laura Owens
 (janvier 2022).
La mise en forme du texte ne suit pas les recommandations de Wikipédia : il faut le « wikifier ».
Les points d'amélioration suivants sont les cas les plus fréquents :
- Les titres sont pré-formatés par le logiciel. Ils ne sont ni en capitales, ni en gras.
- Le texte ne doit pas être écrit en capitales (les noms de famille non plus), ni en gras, ni en italique, ni en « petit »…
- Le gras n'est utilisé que pour surligner le titre de l'article dans l'introduction, une seule fois.
- L'italique est rarement utilisé : mots en langue étrangère, titres d'œuvres, noms de bateaux, etc.
- Les citations ne sont pas en italique mais en corps de texte normal. Elles sont entourées par des guillemets français : « et ».
- Les listes à puces sont à éviter, des paragraphes rédigés étant largement préférés. Les tableaux sont à réserver à la présentation de données structurées (résultats, etc.).
- Les appels de note de bas de page (petits chiffres en exposant, introduits par l'outil «  Source ») sont à placer entre la fin de phrase et le point final[comme ça].
- Les liens internes (vers d'autres articles de Wikipédia) sont à choisir avec parcimonie. Créez des liens vers des articles approfondissant le sujet. Les termes génériques sans rapport avec le sujet sont à éviter, ainsi que les répétitions de liens vers un même terme.
- Les liens externes sont à placer uniquement dans une section « Liens externes », à la fin de l'article. Ces liens sont à choisir avec parcimonie suivant les règles définies. Si un lien sert de source à l'article, son insertion dans le texte est à faire par les notes de bas de page.
- La présentation des références doit suivre les conventions bibliographiques. Il est recommandé d'utiliser les modèles {{Ouvrage}}, {{Chapitre}}, {{Article}}, {{Lien web}} et/ou {{Bibliographie}}. Le mode d'édition visuel peut mettre en forme automatiquement les références.
- Insérer une infobox (cadre d'informations à droite) n'est pas obligatoire pour parachever la mise en page.

Pour une aide détaillée, merci de consulter Aide:Wikification.
Si vous pensez que ces points ont été résolus, vous pouvez retirer ce bandeau et améliorer la mise en forme d'un autre article.
Laura Owens (née en 1970) est une peintre, galeriste et éducatrice américaine. Elle a émergé à la fin des années 1990 de la scène artistique de Los Angeles. Elle est connue pour ses peintures à grande échelle qui combinent une variété de références historiques et de techniques picturales. Elle vit et travaille à Los Angeles, en Californie.
En 2013, elle a transformé l'espace de travail de son studio en un lieu d'exposition appelé 356 Mission, en collaboration avec le marchand d'art Gavin Brown et Wendy Yao. Peu après, elle a accueilli un deuxième lieu avec la librairie d'art Ooga Booga #2 à l'avant du bâtiment L'espace d'art 356 Mission a fermé en 2019, en raison de la fin du bail.
En 2003, Owens a eu sa première exposition au Musée d'art contemporain de Los Angeles. L'œuvre d'Owens a été présentée dans le cadre d'expositions personnelles à la Secession de Vienne (2015), au Kunstmuseum de Bonn (2011), au Musée Bonnefanten (2007), à la Kunsthalle de Zurich (2006), au Camden Arts Centre de Londres (2006), au Milwaukee Art Museum (2003), au Aspen Art Museum du Colorado (2003) et au Isabella Stewart Gardner Museum (2001). Owens a eu une enquête de mi-carrière au Whitney Museum Of American Art de novembre 2017 à février 2018.

## Vie et éducation
Owens est née en 1970 à Euclid, Ohio et a grandi dans la ville voisine de Norwalk, Ohio. Elle a obtenu sa licence en peinture à la Rhode Island School of Design en 1992. Après avoir obtenu son diplôme, elle s'est installée à Los Angeles pour suivre des études supérieures. En 1994, elle a suivi les cours de la Skowhegan School of Painting and Sculpture et a obtenu son M.F.A. de la California Institute of the Arts la même année.

## Travail
En 2015, Owens a réalisé des peintures à partir de plaques de stéréotypes de journaux de l'époque de la Seconde Guerre mondiale qu'elle a découvertes sous le bardage en bardeaux de sa maison de Los Angeles. Comme une grande partie de son travail récent, les peintures combinaient la peinture à l'huile traditionnelle avec des images sérigraphiées manipulées numériquement dans Adobe Photoshop.
En plus de la peinture, Owens crée également des livres d'artistes. Depuis 2016, elle donne des cours à l'ArtCenter College of Design.
Les œuvres d'Owen se trouvent dans de nombreuses collections d'art publiques, notamment à l'Art Institute of Chicago, Chicago ; au Museum of Modern Art, New York ; au Museum of Contemporary Art, Los Angeles, Los Angeles ; au Los Angeles County Museum of Art, Los Angeles ; au Guggenheim Museum de New York, New York ; au Whitney Museum of American Art, New York ; au Museum of Contemporary Art, Chicago, Chicago ; et au Milwaukee Art Museum, Milwaukee.

## Controverse
Les peintures d'Owens lors d'une exposition en 2013 au 356 Mission.
En janvier 2013, Owens a exposé 12 nouvelles peintures dans un bâtiment situé au 356 Mission Road, en face de Downtown Los Angeles. Owens a continué à gérer cet espace, 356 Mission comme un espace d'exposition en collaboration avec Gavin Brown et Wendy Yao. En mai 2018, 356 Mission a fermé ses portes après la fin de son bail de 5 ans. La librairie Ooga Booga reste ouverte à son emplacement d'origine dans le quartier chinois de Los Angeles.
Laura Owens et Gavin Brown ont été accusés de participer à l'embourgeoisement d'un quartier hispanique à prédominance ouvrière avec leur galerie à but non lucratif 356 Mission dans le quartier de Boyle Heights, à l'est de Los Angeles.Des activistes de divers groupes anti-embourgeoisement ont protesté contre leurs galeries et leurs expositions à Los Angeles et à New York. Owens allègue que les manifestants l'ont intimidée et menacée, y compris de mort. En novembre 2017, elle a fait une déclaration publique sur ces questions, après que l'ouverture de son exposition de mi-carrière au Whitney Museum of American Art ait été contestée. L'espace artistique 356 Mission a fermé en 2019, en raison de la fin du bail.

## Prix et honneurs
Owens a reçu le prix inaugural de la Bâloise à Art Basel en 1999, a reçu le prix Willard L. Metcalf en art de l'Académie américaine des arts et des lettres en 2001, et a été Guna S. Mundheim Visual Arts Fellow à l'Académie américaine de Berlin au printemps 2007. En 2015, elle a reçu le prix Robert De Niro, Sr. pour sa pratique de la peinture.

## Exhibitions

### Solo exhibitions
- 2001: Isabella Stewart Gardner Museum, Boston, Massachusetts
- 2003: Museum of Contemporary Art, Los Angeles (touring)
- 2003: Aspen Art Museum, Aspen, Colorado
- 2003: Milwaukee Art Museum, Milwaukee, Wisconsin
- 2004: The Fabric Workshop and Museum, Philadelphia
- 2006: Kunsthalle Zurich, Zurich, Switzerland
- 2006: Camden Arts Centre, London
- 2007: Bonnefantenmuseum Maastricht, The Netherlands
- 2007: American Academy studio exhibition, Berlin
- 2007: Ausstellungshalle Zeitgenossische Kunst, Munster
- 2011: Kunstmuseum Bonn, Bonn, Germany
- 2015: Secession, Vienna
- 2016: CCA Wattis Institute for Contemporary Arts, San Francisco, California
- 2017: Whitney Museum of American Art
- 2018: Dallas Museum of Art (DMA)
- 2018: Museum of Contemporary Art, Los Angeles

### Group exhibitions
- 2016: La collection Thea Westreich Wagner et Ethan Wagner, Centre Georges Pompidou, Paris